# Деревій цілолистий
Деревій цілолистий (Achillea ptarmica) — багаторічна трав'яниста рослина родини айстрових (складноцвітих).

## Назва

### Інші назви
Дереві́й-чи́хавка; дереві́й чихавко́вий.

### Народні назви
Чи́хавка; білоголовки, деревей, кихавник, крівавник, оче́ць, романів цвіт, серпоріз, чихотна трава, чихотник.

## Морфолгічна характеристика
Стебла одиничні, прямостоячі, розгалужені, біля основи здерев'янілі, 30—120 см заввишки. Листки цілісні, голі або слабо запушені, сидячі, вузько ланцетні, 2-пилчасті, до 6 мм завширшки. Квітки зібрані в кошики, що утворюють негустий щиток; крайові квітки (їх 8—14) язичкові, маточкові, білі, серединні — трубчасті, двостатеві. Плід — сім'янка. Цвіте у липні — вересні.

## Поширення
Росте на вологих луках, по берегах річок і водойм на Прикарпатті і зрідка на Поліссі (в західній частині).

## Сировина
Використовують траву, зібрану під час цвітіння рослини. Зрізають верхівки стебел (без здерев'янілих частин). Сушать під наметом або на горищі. Рослина неофіцинальна.

## Хімічний склад
Кошики містять алкалоїд ахілін і ефірну олію, до складу якої входить стеароптен.
У листках є значна кількість (до 90 мг%) аскорбінової кислоти.

## Фармакологічні властивості і використання
Рослина відома в народній медицині як кровоспинний, ранозагоювальний та знеболювальний засіб. Її використовували при виразковій хворобі шлунка, при туберкульозі легень, геморої, маткових кровотечах, зубному болі, для загоювання ран і виразок.